# 卢格 (莱茵兰-普法尔茨州)
卢格是德国莱茵兰-普法尔茨州的一个市镇。总面积2.32平方公里，总人口604人，其中男性290人，女性314人（2011年12月31日），人口密度260人/平方公里。